# Ziros
Ziros (gr. Δήμος Ζηρού, Dimos Ziru) – gmina w Grecji, w administracji zdecentralizowanej Epir-Macedonia Zachodnia, w regionie Epir, w jednostce regionalnej Preweza. W 2011 roku liczyła 13 892 mieszkańców. Powstała 1 stycznia 2011 roku w wyniku połączenia dotychczasowych gmin: Anojo, Tesprotiko i Filipiada oraz wspólnoty Kranea. Siedzibą gminy jest Filipiada.